# MBB/Kawasaki BK 117
El MBB/Kawasaki BK 117 es un helicóptero medio de transporte utilitario bimotor. Fue desarrollado y fabricado conjuntamente por Messerschmitt-Bölkow-Blohm (MBB) de Alemania y Kawasaki de Japón. MBB fue más tarde comprada por Daimler-Benz y finalmente se convirtió en parte de Eurocopter, que fue más tarde renombrada como Airbus Helicopters.
El 25 de febrero de 1977, MBB y Kawasaki firmaron un acuerdo cooperativo para abandonar sus trabajos independientes en el diseño de helicópteros bimotores de propósitos generales en favor de un negocio colaborativo de desarrollo de una nueva aeronave para ese papel. Aunque los costes del programa se compartían equitativamente, los trabajos fueron divididos en ciertas áreas de diseño. MBB utilizó su experiencia con el sistema de rotor rígido usado en el anterior Bo 105 para desarrollar la mayor parte de los sistemas dinámicos y de controles de vuelo, mientras que Kawasaki se centró en el fuselaje, elementos estructurales y varios otros componentes. El 13 de junio de 1979, el prototipo de vuelo de MBB realizó su primer vuelo en Ottobrunn, Baviera, Alemania; meses más tarde, fue seguido por el prototipo de Kawasaki en Gifu, región de Chūbu, Japón, el 10 de agosto del mismo año.
Cada compañía estableció su propia línea de ensamblaje final, produciendo el BK 117 en sus respectivas regiones. El BK 117 ha demostrado ser popular en los servicios de pasajeros y de transporte vip, la cabina puede ser equipada con varias configuraciones de asientos, acomodando entre 7 y 10 pasajeros. También es usado para realizar un diverso abanico de operaciones, como de grúa aérea y trabajos verticales, apoyo a las fuerzas del orden y transporte militar, y es excepcional como plataforma de búsqueda y rescate y ambulancia aérea. Durante los años 90, gracias a su popularidad, un derivado se comercializó inicialmente como BK 117C-2, antes de ser renombrado como EC145; y más tarde el H145 fue desarrollado desde la versión BK 117C-1; esta versión mejorada de la aeronave ha reemplazado desde entonces al BK 117 original en la línea de montaje.

## Desarrollo

### Orígenes

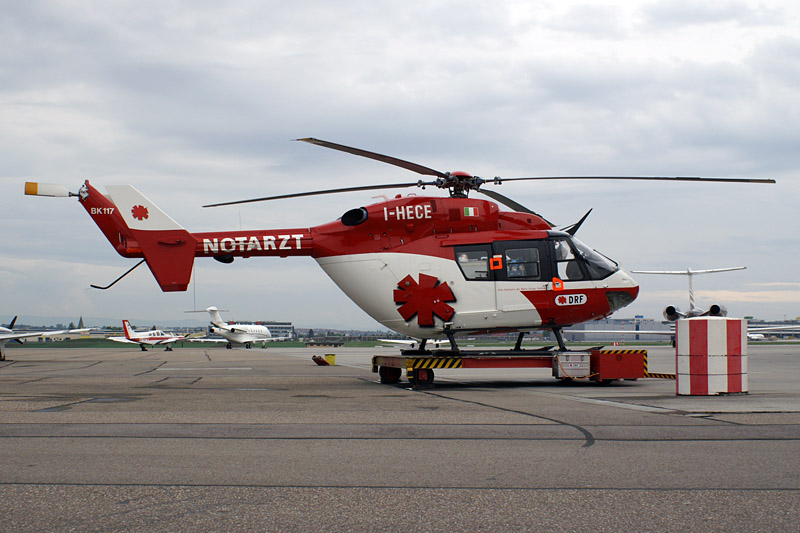
BK 117 de servicio de emergencias registrado en Italia.

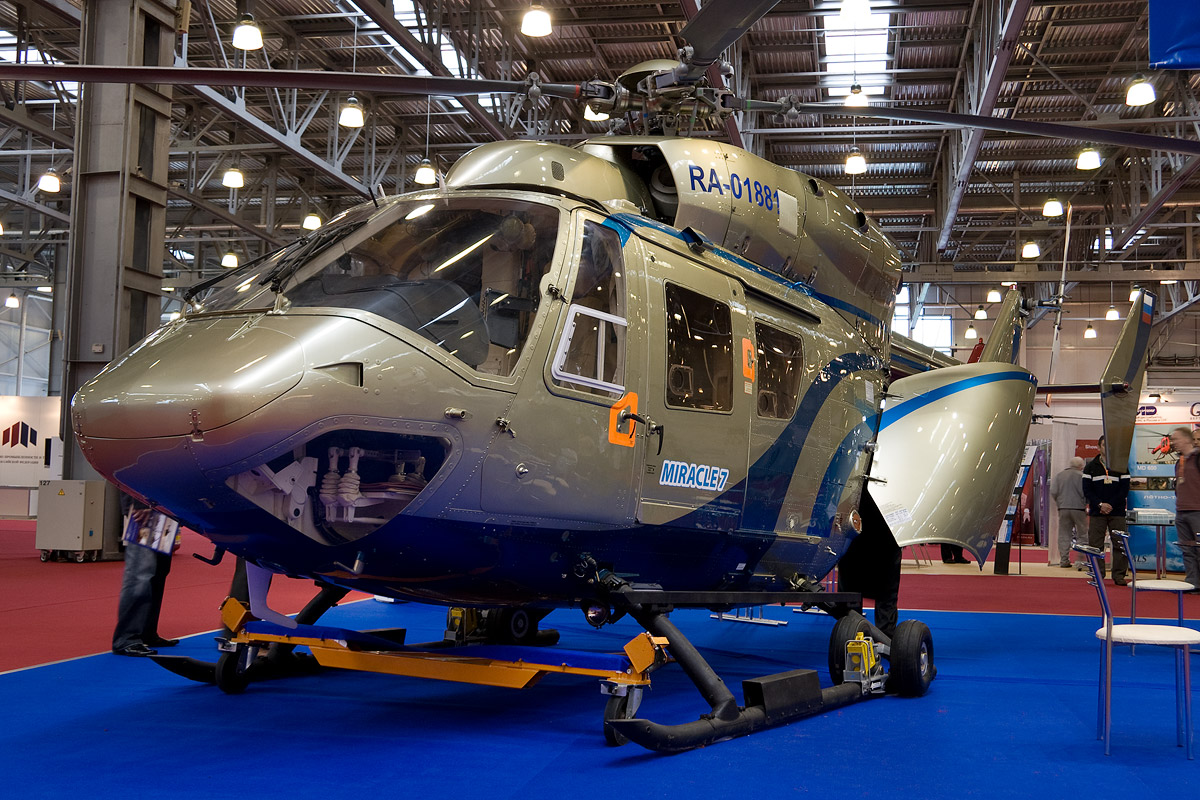
BK 117.

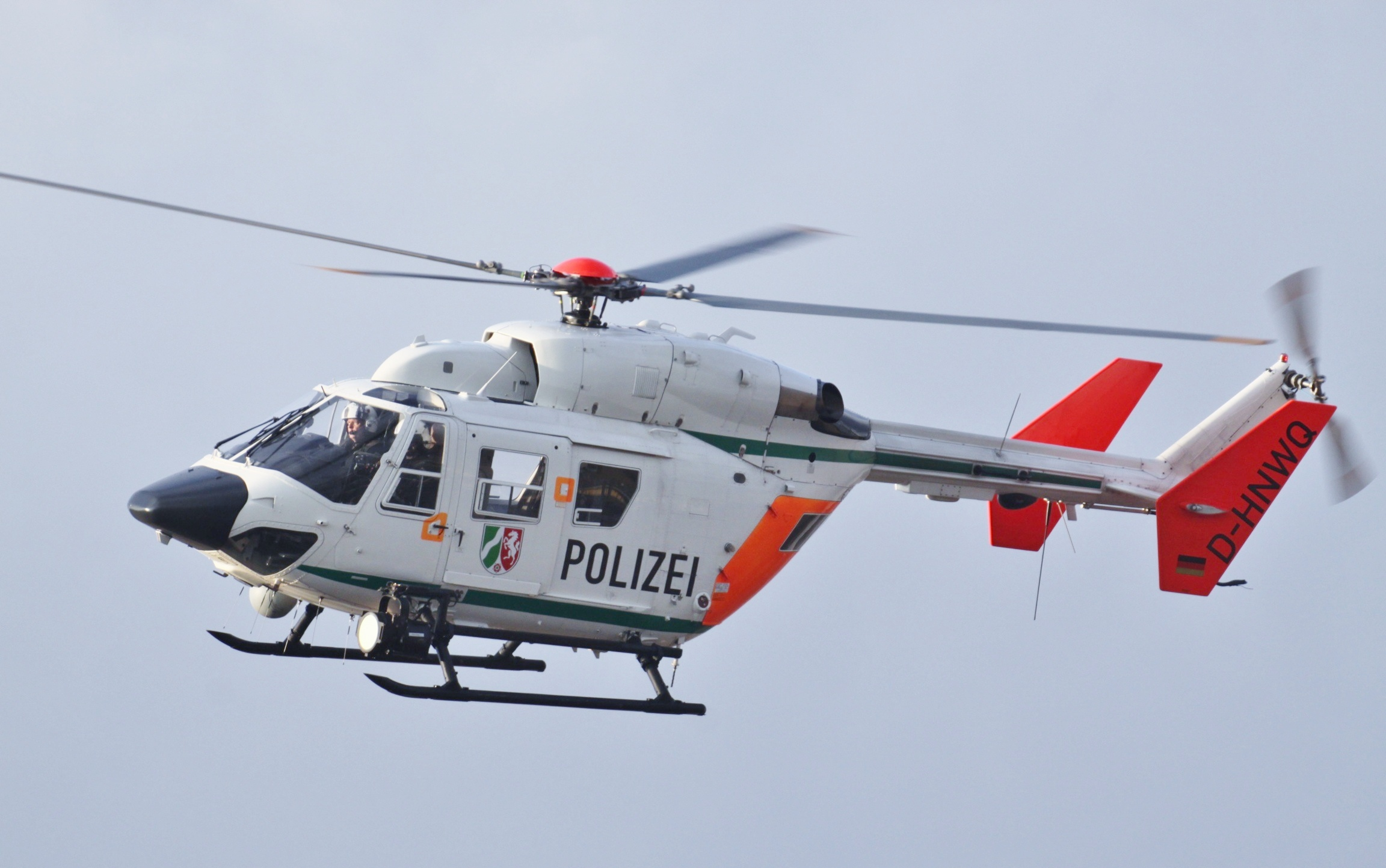
Un BK 117 de la Polizei.

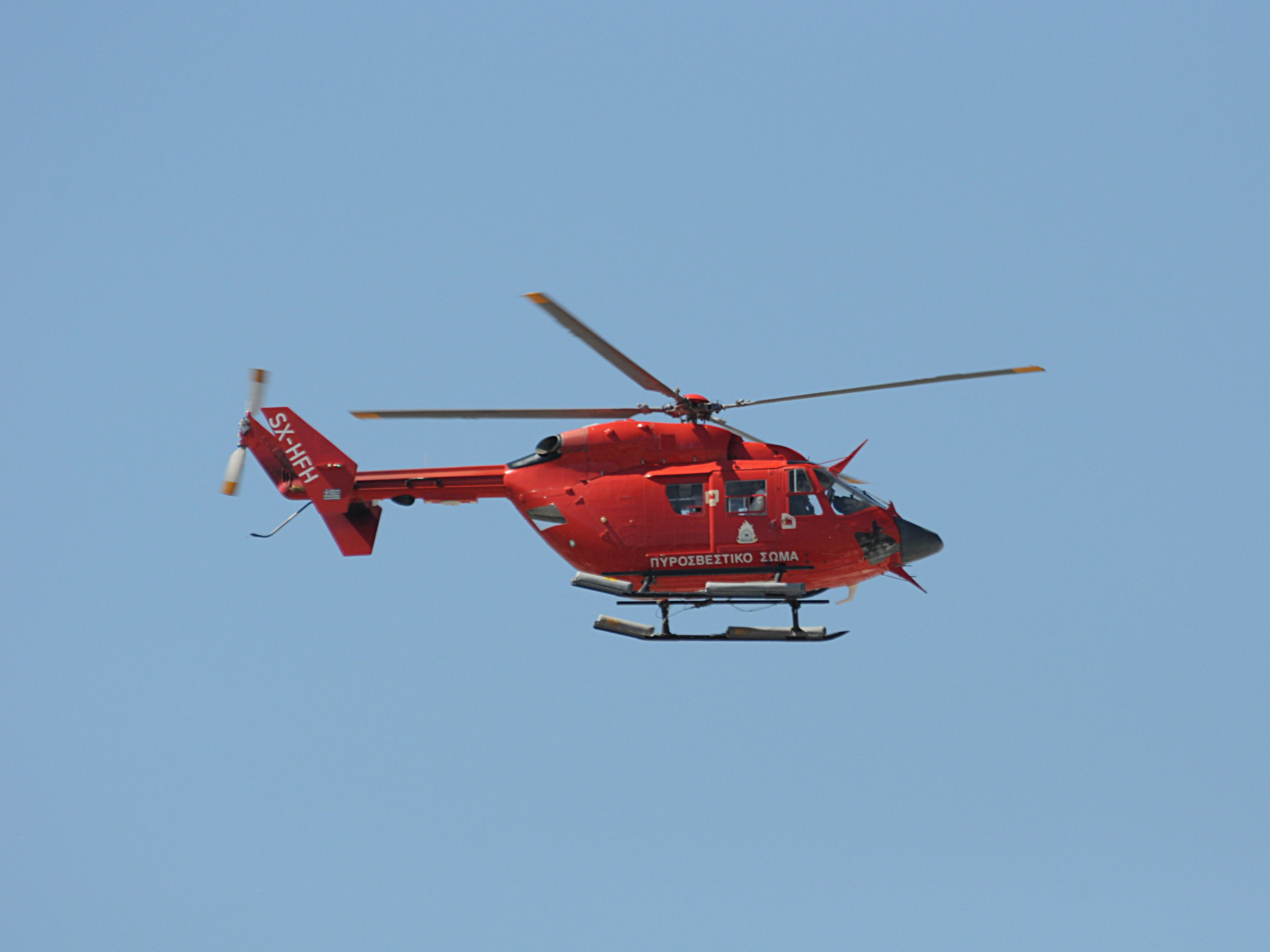
SX-HFH, un BK 117 Servicio Contraincendios griego.

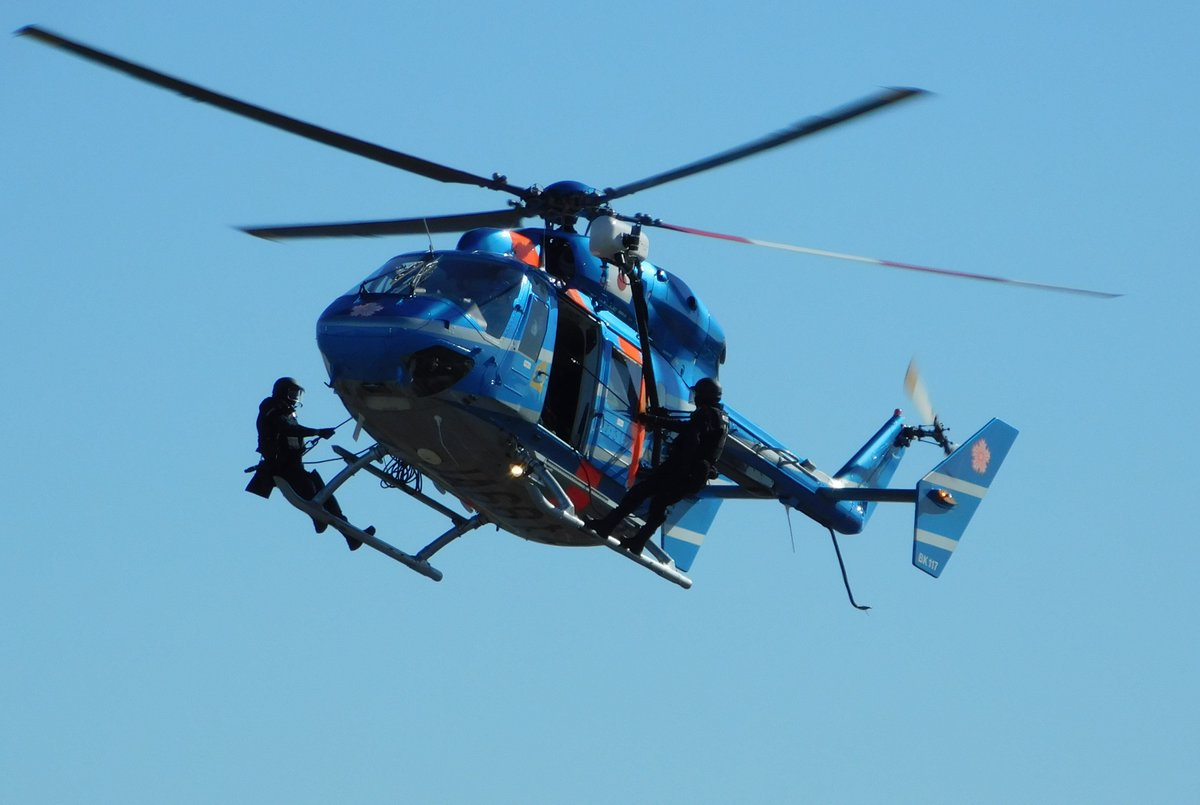
BK 117 de la Policía de la Prefectura de Saitama.

Según el autor aeronáutico J. Mac. McCellan, el BK 117 tiene sus orígenes en una aeronave anterior diseñada y producida por el fabricante aeroespacial alemán Messerschmitt-Bölkow-Blohm (MBB), el MBB Bo 105. Este helicóptero, que demostró ser un éxito comercial, hacía uso de un revolucionario rotor principal rígido compuesto de fibra de vidrio, que fue desarrollado por el ingeniero alemán Ludwig Bölkow. Habiendo establecido una reputación de fiabilidad y seguridad, durante los primeros años 70, MBB, junto con uno de sus principales accionistas, Boeing Vertol, comenzó a estudiar opciones para producir un derivado agrandado del modelo para acompañar al Bo 105. Sin embargo, Boeing pronto se retiró del proyecto, provocando que MBB buscara otro socio; lo encontró en la forma de la compañía japonesa Kawasaki Heavy Industries.
El 25 de febrero de 1977, MBB y Kawasaki firmaron un acuerdo para cooperar en el desarrollo de una nueva aeronave. Bajo los términos de este acuerdo, las dos corporaciones fusionaban sus proyectos previamente separados para producir helicópteros de propósitos generales bimotores, siendo el Bo 107 de MBB y el KH-7 de Kawasaki. Todos los costes de desarrollo generados privadamente eran compartidos equitativamente entre los dos socios; en noviembre de 1977, el programa recibió un gran empuje cuando el gobierno de Alemania Occidental anunció que financiaría la mitad de los costes de desarrollo. En abril de 1978, los estudios de definición del proyecto habían sido completados, permitiendo que el negocio conjunto pasara a la fase de diseño en detalle del desarrollo.
Se asignaron elementos separados de diseño a cada compañía; MBB fue responsable de desarrollar los rotores (que estaban basados en el sistema de rotor rígido usado previamente en el Bo 105), puro de cola, controles de vuelo y sistema hidráulico, mientras que Kawasaki se hacía cargo del desarrollo del tren de aterrizaje, fuselaje, transmisión principal, sistema eléctrico y otros componentes menores. El fabricante de vehículos alemán BMW actuó como consultor en el estilo del BK 117. Según su acuerdo, cada compañía estableció su propia línea de ensamblaje final para el modelo, en la que produciría la aeronave para cubrir las demandas de sus respectivos mercados locales.
Originalmente, cada compañía debía construir un par de prototipos (en realidad, Kawasaki optó por construir solo un único prototipo), que debían completarse en 1979; uno para realizar pruebas de vuelo y los otros para realizar pruebas de vuelo cautivas y pruebas estáticas. El 13 de junio de 1979, el prototipo de vuelo de MBB realizó su primer vuelo en Ottobrunn, Baviera, Alemania; meses más tarde fue seguido por el prototipo de Kawasaki en Gifu, región de Chūbu, Japón, el 10 de agosto del mismo año. El ritmo de desarrollo del programa había sido más lento de lo esperado, un problema que se acentuó por la falta de personal cualificado que tenía disponible MBB. Aunque estaba planeado originalmente que la certificación de vuelo de la aeronave se alcanzara antes del final de 1980, la certificación alemana no se concedió hasta el 9 de diciembre de 1982, siendo rápidamente seguida por la recepción de la certificación japonesa el 17 de diciembre del mismo año. El 29 de marzo de 1983, el modelo se aseguró la certificación de la sumamente importante Administración Federal de Aviación de los Estados Unidos (FAA), despejando su uso generalizado.

### Posterior desarrollo
Durante 1983, la versión de producción inicial, designada BK 117A-1, fue entregada por primera vez. Se desarrollaron rápidamente variantes mejoradas; a principios de 1985 se certificó el BK 117A-3, presentando un peso máximo al despegue aumentado y un rotor de cola agrandado con palas retorcidas; 2 años más tarde, se introdujo el BK 117A-4, equipado con motores LTS 101-750B-1 de mejores prestaciones en caliente/alto y peso máximo al despegue aumentado, junto con mejoras en la transmisión del rotor principal y el mástil del rotor de cola, así como también con mayor capacidad de combustible. Durante 1990, la división americana de MBB lanzó una versión corporativa específica del BK 117; fue equipada con el sistema de control de vuelo automático digital SPZ-7000 de Honeywell y un sistema interior de tipo capullo; los extras opcionales incluían un sistema electrónico de instrumentación de vuelo (EFIS) Bendix/King y puertas de cabina de tipo almeja. Durante 1992, fue presentado para entrar en servicio el BK 117C-1, equipado con un panel EFIS revisado y un sistema de control ambiental mejorado, junto con mayores prestaciones en caliente/alto.
En un momento dado, se generó una considerable atención puesta en el concepto de una variante militarizada específica del modelo. Durante la Muestra Aérea de París de 1985 se presentó en público el concepto de un derivado de helicóptero de ataque armado, llamado BK 117A-3M. Según la promoción, esta versión habría sido capaz de estar armada con lanzadores para ocho misiles Euromissile HOT 2 y una ametralladora Browning de 12,7 mm en una torreta de barbilla construida por Lucas, apuntada usando una mira montada en el casco. También iba a ser equipada con varios sensores avanzados, incluyendo la mira estabilizada SFIM APX-M 397 montada en la parte superior de la cabina; para proporcionar suficiente espacio respecto al suelo para la torreta, habría sido necesario un tren de aterrizaje de patines más alto.
Durante los años 90, como resultado del éxito comercial del modelo, se desarrolló un derivado refinado, comercializado inicialmente como BK 117C-2 antes de su renombramiento como EC145 y más tarde como H145; esta versión mejorada de la aeronave ha triunfado y finalmente reemplazado al BK 117 original en la línea de producción. En total, fueron fabricados 443 BK 117 por los dos socios; 329 ejemplares (y dos prototipos) fueron producidos por MBB en sus instalaciones de Donauworth, mientras que 111 aparatos (y un prototipo) fueron completados por Kawasaki en Japón. Durante los años 80 se formó un acuerdo con Indonesian Aerospace, permitiendo que el modelo fuese producido bajo licencia en Indonesia, por lo que fue designado como NBK 117; sin embargo, según el autor de economía Sören Eriksson, el programa de producción indonesio finalizó después de que se completarán solo un puñado de aeronaves.
Desde que salió de producción se han realizado programas de mejora para los BK 117 existentes. En 2010, Airwork lanzó su programa de conversión del modelo, reemplazando el motor original LTS101-750B-1 por el más moderno LTS101-850B-2, aumentando sus prestaciones, fiabilidad y márgenes de seguridad, resultando en el BK 117-850D2; en 2016, Airwork había modernizado alrededor de 51 aeronaves de esta manera.

## Diseño
El MBB/Kawasaki BK 117 es un helicóptero de transporte utilitario medio bimotor. Posee varios atributos que le permiten realizar muchas tareas, como la redundancia bimotora, puertas dobles de apertura trasera de tipo almeja desmontables, y una cabina relativamente espaciosa; una misión para la que se juzgó que era particularmente adecuado fue la de servicios médicos de emergencia (EMS). El fuselaje está compuesto de metal remachado, haciendo un uso mínimo de materiales compuestos, y el mecanizado es de alto estándar; para liberar espacio interno, la transmisión y los motores están colocados encima de la cabina principal. Se realizaron considerables trabajos para reducir el peso de la aeronave donde fuera posible, aunque sin comprometer la integridad estructural de la misma. La cabina puede ser equipada con varios interiores para adecuarla a su propósito, o incorporar mayores niveles de comodidad, incluyendo medidas para reducir el ruido y las vibraciones.
Las primeras versiones del BK 117 estaban propulsadas por un par de motores turboeje Lycoming LTS101, capaces de generar 550 SHP al despegue con una potencia de reserva considerable para compensar el fallo de un motor. Aunque cada motor posee suficiente potencia para mantener en vuelo e incluso despegar en caso de que un motor esté inoperativo, el modelo también tiene favorables capacidades de autorrotación. Para extender su vida útil operativa e incrementar su fiabilidad, MBB modificó los motores para operar a menos revoluciones por minuto (RPM) de las normales. Los motores son regulados por un sistema de control especializado que suaviza y finalmente regula las RPM y el par motor entre ambos, incluso durante maniobras vigorosas. El control de potencia se ha facilitado enormemente mediante la adición de un sistema automático de gobierno del motor, permitiendo que los pilotos simplemente monitoricen los medidores de temperatura del par motor y del motor. La aeronave puede ser adecuadamente equipada para volar bajo las reglas de vuelo instrumental (IFR), así como para realizar operaciones con un solo piloto.
Según la publicación aeronáutica Flying, como consecuencia de su sistema de rotor rígido principal poco común, el BK 117 posee unas relativamente altas maniobrabilidad y estabilidad que, entre otras capacidades, dan al modelo, según informes, la habilidad de realizar una aproximación más acentuada que cualquier otro helicóptero de su clase. El rotor principal de cuatro palas es más pequeño y gira más lento que la mayoría de sus contemporáneos, reduciendo la vibración y el ruido, mientras permite al modelo usar lugares de toma más compactos. El puro de cola montado alto y el rotor de cola del BK 117 también presentan varios beneficios, como una mejorada seguridad para el personal de tierra. En términos de prestaciones de vuelo, el modelo fue considerado adecuado para la ejecución de varias maniobras acrobáticas, como bucles y toneles volados, mientras mantiene unos niveles de estabilidad inherente tales que los pilotos pueden soltar ambos controles cíclico y colectivo, a diferencia de la mayor parte de las aeronaves de rotor. Los controles del BK 117 son pesados y distintivamente “sin tirones". Un sistema opcional de aumento de la estabilidad de tres ejes construido por Sperry también ayudaba a mejorar la facilidad de manejo de la aeronave.

## Componentes
Datos extraídos de:

### Armamento
| Sistema                     | País              | Fabricante       | Notas                     |
| --------------------------- | ----------------- | ---------------- | ------------------------- |
| Ametralladora (opción)      | Estados Unidos    | General Dynamics | 1 × Browning M2 de 12,7mm |
| Misil antitanque HOT 2      | Alemania, Francia | Euromissile      |                           |
| Misil antitanque BGM-71 TOW | Estados Unidos    | Raytheon         |                           |

### Propulsión
| Sistema        | País           | Fabricante       | Notas             |
| -------------- | -------------- | ---------------- | ----------------- |
| Motor (opción) | Estados Unidos | Lycoming Engines | 2 × LTS101-850B-2 |

## Historia operacional
Un único BK 117A-3 (c/n 7106) fue alquilado por el Mando Aéreo de las Fuerzas Canadienses para usarlo en un programa de pruebas y lo designó CH-143. Cuando el programa terminó, la aeronave fue devuelta a MBB Canada.
Un helicóptero BK 117 contratado por el New South Wales Rural Fire Service como apagafuegos se estrelló el 17 de agosto de 2018, muriendo el piloto en el accidente.

## Variantes

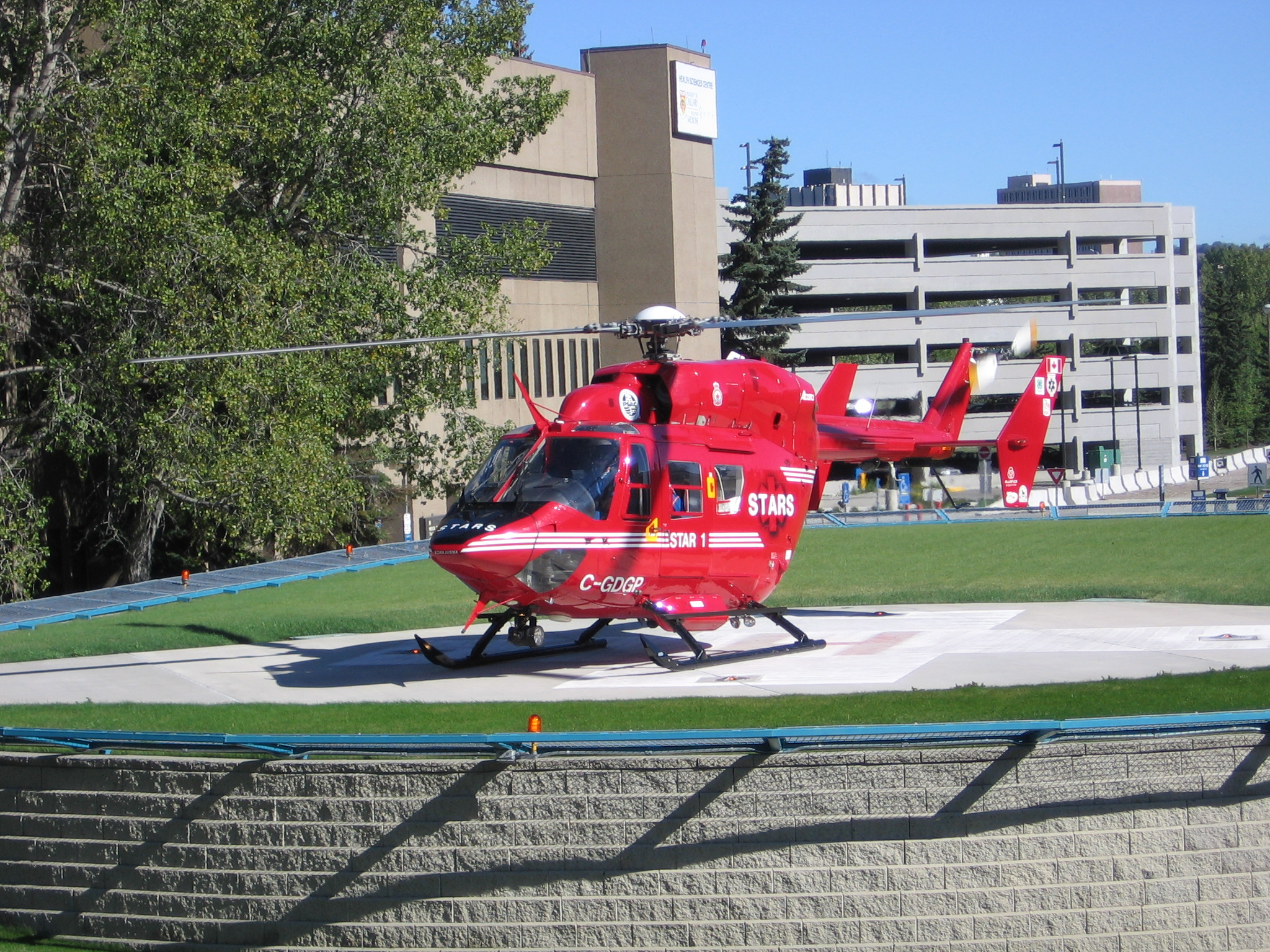
Ambulancia aérea del STARS en el Foothills Medical Centre.

BK 117 P-2 (D-HBKA)
Prototipo alemán, primer vuelo el 13 de junio de 1979. Exhibido actualmente en el museo de helicópteros de Bückeburg, Alemania.
BK 117 S-01 (D-HDRF)
Prototipo de preproducción inicial. Preservado actualmente en los DRF-Headquarters en el aeropuerto de Stuttgart.
BK 117 P-3/P-5 (JQ0003)
Prototipo japonés, primer vuelo el 10 de agosto de 1979. Exhibido actualmente en el Muso Aeroespacial Kakamigahara, Kakamigahara/Gifu, Japón.
BK 117A-1
Propulsado por dos motores Lycoming LTS 101-650B-1. Primer vuelo el 23 de abril de 1982.
BK 117A-3
Introducido en marzo de 1985, el A-3 posee un rotor de cola mayor con palas mejoradas, Yaw CSAS, estabilidad mejorada (SPAS) y peso al despegue aumentado a 3200 kg.
BK 117A-4
Introducido en julio de 1986, el A-4 posee límites de transmisión aumentados a potencia al despegue, cabeza del rotor de cola mejorada. Las aeronaves alemanas tienen provisión para combustible interno extra, dándoles prestaciones mejoradas.
BK 117A-3M
Versión militar introducida en 1986. El A-3M está equipado con patines más altos y puede llevar 11 soldados. Se puede montar una ametralladora Browning de 12,7 mm bajo el fuselaje en una torreta Lucas con 450 disparos y controlada por una mira montada en el casco. El A-3M también posee soportes externos que pueden soportar hasta ocho misiles contracarro HOT II o TOW, o una variedad de misiles aire-aire, contenedores de cohetes o cañones de fuego frontal. También se puede instalar una provisión para un puesto de tirador de puerta con una 12,7 mm.
BK 117B-1
Introducida en diciembre de 1987, el B-1 está equipado con motores LTS 101-750B-1 que proporcionan prestaciones mejoradas, y un incremento de 140 kg en la carga.
BK 117B-1C
Versión certificada en el Reino Unido con alcance y autonomía reducidos.
BK 117B-2
Peso cargado máximo incrementado a 3350 kg; 2x Allied Signal Lycoming LTS101-750B-1 equipados como estándar, nuevas palas del rotor de cola, prestaciones mejoradas en "caliente y alto", limitaciones al despegue/aterrizaje aumentadas hasta los 15 000 pies, prestaciones de vuelo mejoradas para: HIGE/HOGE, techo de vuelo con un solo motor.
BK 117C-1
Propulsado por dos motores Turbomeca Arriel 1E. Los modelos posteriores pueden modernizarse con motores Arriel 1E2.
NBK 117
Modelo construido bajo licencia en Indonesia por Indonesian Aerospace.
BK 117-850D2
Introducida en 2010, la variante 850D2 es un desarrollo STC (Certificado de Tipo Suplementario) del BK 117B-2, incorporando motores Honeywell LTS 101-850B-2 con el objetivo de mejorar las prestaciones OEI y de Categoría A. El desarrollo y la certificación fueron realizados en Nueva Zelanda por Airwork of Ardmore, NZ, en conjunción con Flight Structures Ltd.
NOTA: Todas las versiones posteriores fueron derivadas del BK 117 por Eurocopter Deutschland y más tarde por Airbus Helicopters. Las variantes BK 117C-2, D-2 y D-3 se conocen mejor por sus nombres comerciales EC145 y H145 y no comparten el mismo Certificado de Tipo EASA.

## Operadores

### Militares y gubernamentales
Alemania
- Bundeswehr[21]
- Polizei[22]

 Australia
- New South Wales Rural Fire Service
- New South Wales Police Force[23]
- Western Australia Police[24]

 Chile
- Fuerza Aérea de Chile[25]
- Carabineros de Chile[26][27]

 Colombia
- Armada de la República de Colombia[25]

 España
- Guardia Civil[28]

 Estados Unidos
- Riverside County Sheriff's Department (California)[29]

 Grecia
- Servicio Contraincendios griego: opera tres BK 117C-1.[30]

 Japón
- Departamento de Policía de las Prefecturas[31]

 Madagascar
- Fuerza Aérea malgache[32]

 Perú
- Policía Nacional del Perú[33]

 Rusia
- Ministerio de Situaciones de Emergencia de Rusia[34]

 Sudáfrica
- Fuerza Aérea Sudafricana[25]
- Policía sudafricana[35]

### Civiles

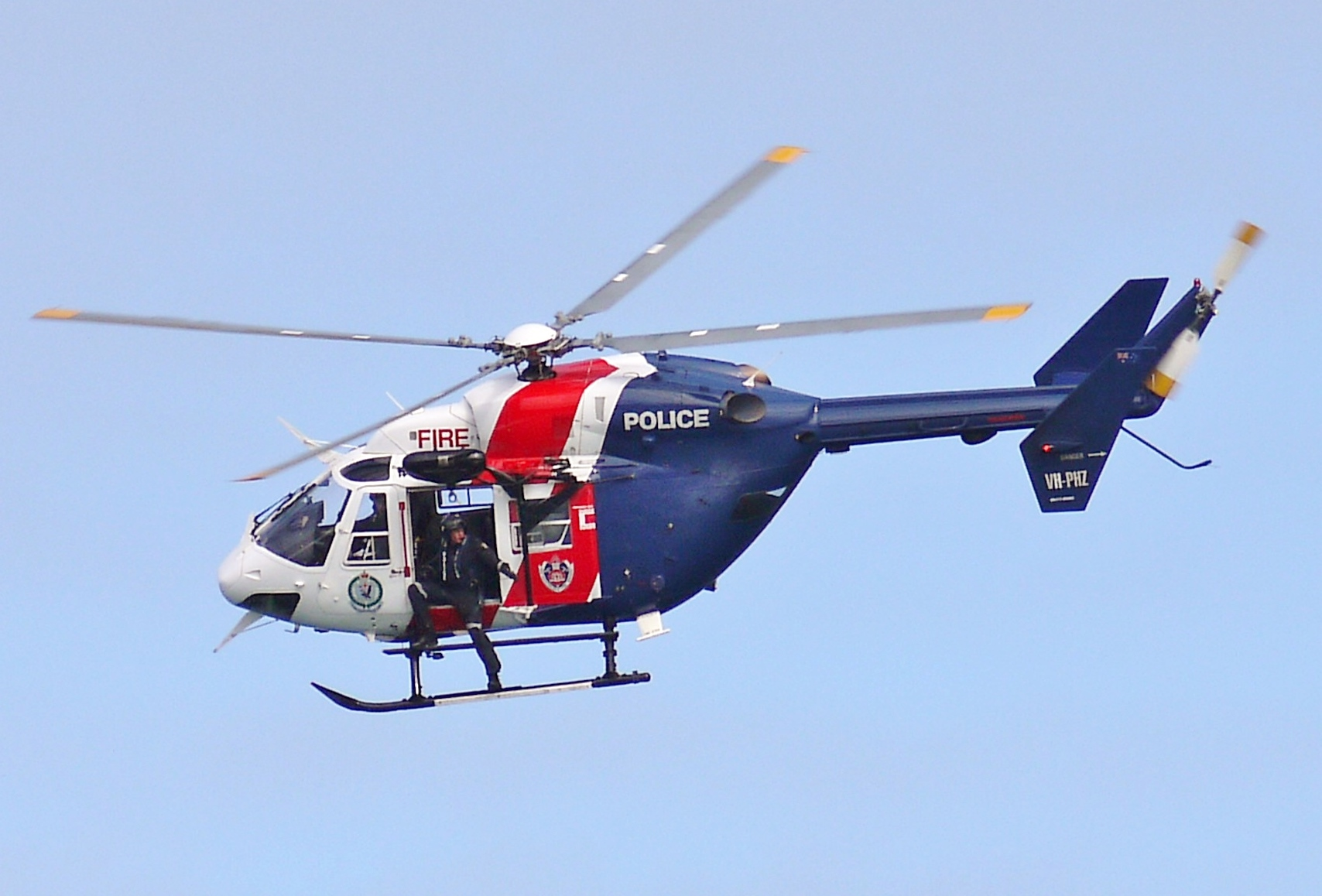
Un BK 117 de PolAir 5' en vuelo.

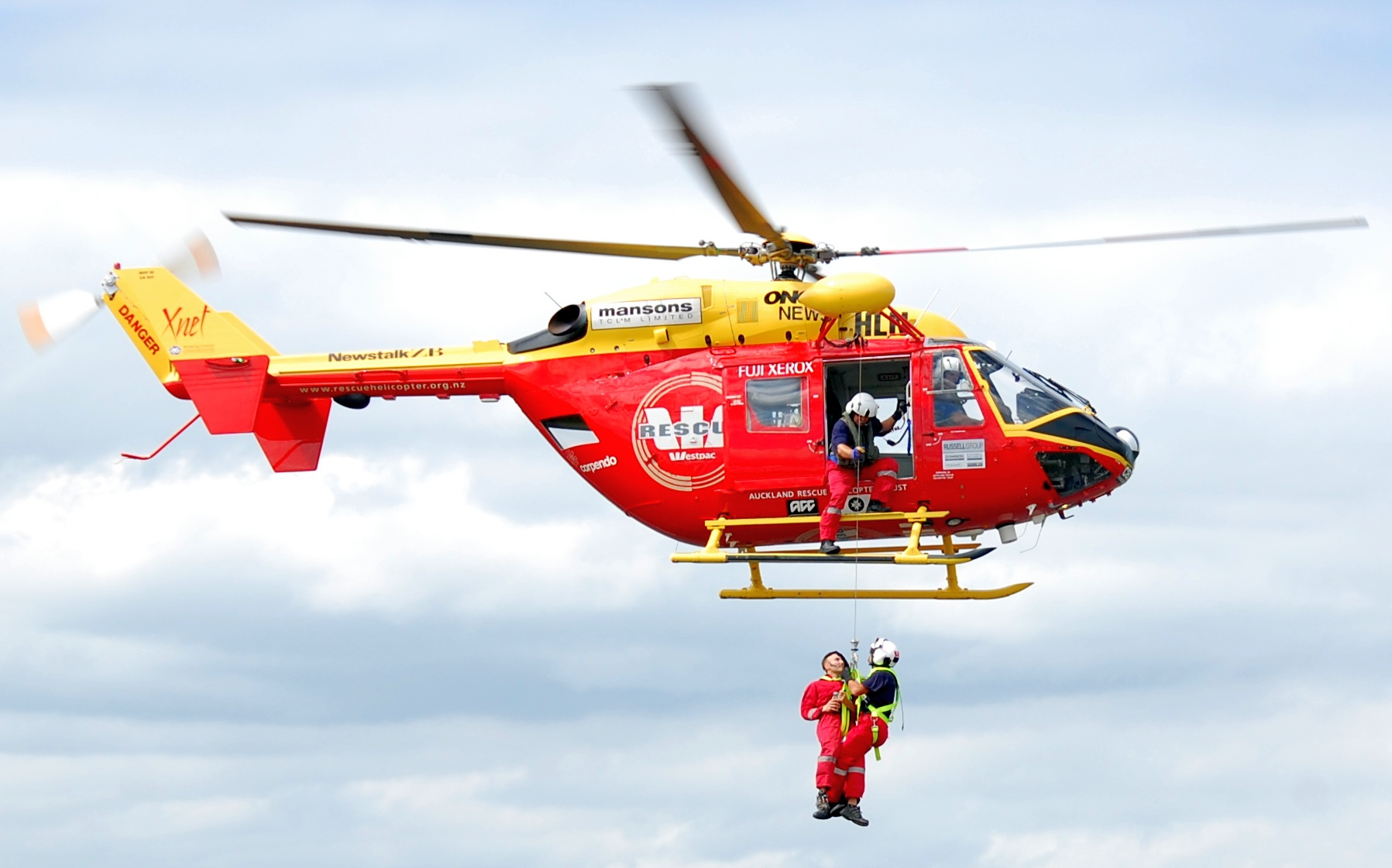
BK 117 en servicio con el Auckland Rescue Helicopter Trust.

La mayor parte de los helicópteros son operados por varios servicios de emergencias, aunque también lo son por propietarios privados, compañías y operadores chárter ejecutivos.
 Alemania
- ADAC[36][37]
- DRF Luftrettung[38]

 Australia
- CareFlight[39]
- Westpac Life Saver Rescue Service[40]

 Canadá
- Shock Trauma Air Rescue Society[41]

 Estados Unidos
- Air Methods[42]
- St. Louis Children's Hospital[43]
- Orlando Regional Medical Center[44]

 Kenia
- Everett Aviation[45]

 Nueva Zelanda
- Auckland Rescue Helicopter Trust[46]
- Life Flight (New Zealand)[47]
- Canterbury West Coast Air Rescue Trust[48]
- Otago Rescue Helicopter Trust[49]

 República de China
- Daily Air Corporation[50]

 Tailandia
- Si Chang Flying Services[51]

### Antiguos
Australia
- Fire and Rescue NSW[23]

Bofutatsuana
- Fuerza Aérea de Bofutatsuana[52]

 Canadá

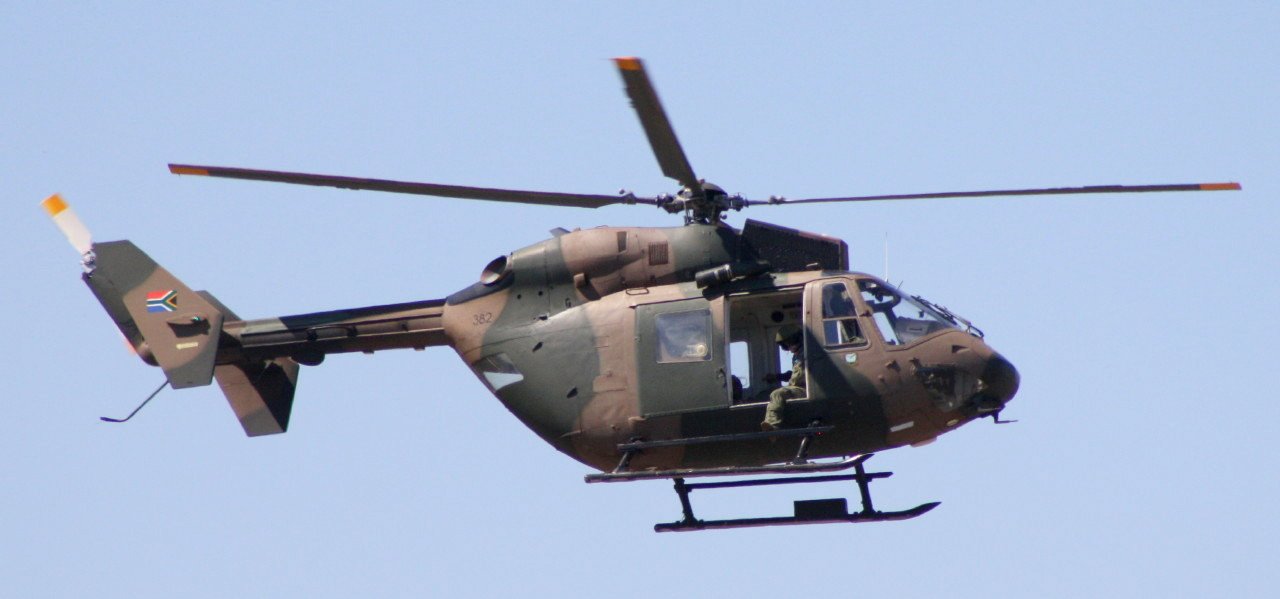
BK 117 en servicio con la Fuerza Aérea Sudafricana.

- Mando Aéreo de las Fuerzas Canadienses[15]

Ciskei
- Fuerzas de Defensa de Ciskei[53]

Transkei
- Fuerzas de Defensa de Transkei[54]

 Venda
- Fuerzas de Defensa de Venda[55]

## Especificaciones (BK 117B-2)
Referencia datos: Jane's All The World's Aircraft 1993–94

### Características generales
- Tripulación: Uno (piloto)
- Capacidad: Hasta 10 pasajeros
- Longitud: 9,9 m (32,5 ft)
- Diámetro rotor principal: 11 m (36,1 ft)
- Altura: 3,9 m (12,6 ft)
- Área circular: 95 m² (1022,9 ft²)
- Peso vacío: 1727 kg (3806,3 lb)
- Peso máximo al despegue: 3350 kg (7383,4 lb)
- Planta motriz: 2× turboeje Textron Lycoming LTS 101-750B-1.
  - Potencia: 442 kW (609 HP; 601 CV) cada uno.
- Capacidad de combustible: 697 l

### Rendimiento
- Velocidad nunca excedida (Vne): 278 km/h (173 MPH; 150 kt)
- Velocidad máxima operativa (Vno): 250 km/h (155 MPH; 135 kt)
- Alcance: 541 km (292 nmi; 336 mi)
- Techo de vuelo: 4575 m (15 010 ft) (máx. altitud certificada)
- Régimen de ascenso: 11 m/s (2165 ft/min)
- Techo de vuelo en estacionario: 3565 m (11 700 pies, con efecto suelo)

## Aeronaves relacionadas

### Desarrollos relacionados
- MBB Bo 105
- Eurocopter EC 135
- Eurocopter EC 145

### Aeronaves similares
- UH-1 Iroquois
- Bell 429
- HAL Dhruv
- HAL Rudra
- AgustaWestland AW169
- Ka-60

### Secuencias de designación
- Secuencia H._ (Helicópteros del Ejército del Aire español, 1978-presente): ← HT/HD.19 - HE.20 - HU/HD/HT.21 - HU.22 - HS.23 - HE.24 - HE.25 →